# Cessna 425 Conquest I
Cessna 425 Conquest I kallades från början Cessna 425 Corsair, är ett lågvingat flygplan från Cessna och bygger runt en helmetallkonstruktion. Conquest I är försedd med ett infällbart landställ samt en trycksatt kabin med plats för sju passagerare samt en mans besättning.